# Exzentrische Positionalität
Exzentrische Positionalität ist ein von Helmuth Plessner geprägter Begriff der Philosophischen Anthropologie. Er bezeichnet die Stellung des Menschen in der Welt und seine wechselseitige Beziehung zu seiner belebten und unbelebten Umwelt. Plessner sieht die exzentrische Positionalität als grundlegendes Wesensmerkmal aller Menschen an, sie ist nicht zu verwechseln mit der besonderen Charaktereigenschaft der Exzentrizität.
Mit dem Begriff der Positionalität drückt Plessner die Tatsache aus, dass alle Lebewesen in eine Umwelt hineingesetzt, positioniert sind. Alle Lebewesen sind durch eine Grenze zu ihrer Umwelt bestimmt, sie sind „grenzrealisierende Wesen“.  Anorganische Körper dagegen haben kein Verhältnis zu ihrer Umwelt. Ein Stein zum Beispiel hat nach Plessner keine Grenze, sondern nur einen Rand, an dem er einfach aufhört.
Die exzentrische Positionalität dagegen kennzeichnet den Menschen im Unterschied zu den Tieren. Tiere sind zentrisch positioniert. Sie leben, in Plessners Worten, „aus ihrer Mitte heraus“. Damit ist gemeint, dass Tiere zwar einen inneren Antrieb, ein Zentrum haben, aber sich nicht selbst auf dieses Zentrum beziehen können. Sie gehen im „Hier und Jetzt“ auf. Dagegen können Menschen in ein Verhältnis zu sich selbst treten: Tiere „sind“ ihr Leib, Menschen „haben“ außerdem einen Körper. Tiere gehen im Erleben auf, Menschen können sich zusätzlich auf ihr Erleben beziehen – sich beim Erleben erleben.
Exzentrische Positionalität bezeichnet das Charakteristikum des Menschen, sich auf seine Mitte beziehen zu können, wofür der Mensch gleichsam neben sich stehen können muss, ohne sich zu verlassen. Dafür braucht es einen Abstand des Menschen zu seinem erlebenden Zentrum, der im Begriff der exzentrischen Positionalität ausgedrückt wird.
Das Konzept der exzentrischen Positionalität entwickelt Plessner als einen Gegenentwurf zu Konzepten der  cartesianisch-dualistischen Tradition. Descartes unterschied zwischen res cogitans auf der einen und res extensa auf der anderen Seite. Diese Differenzierung zwischen Körper und Geist, Leib und Seele drückt sich nicht nur in der Teilung zwischen Natur- und Geisteswissenschaften aus, sondern auch in den meisten sozialwissenschaftlichen Disziplinen spiegelt sie sich in Form der fast ausschließlichen Beschäftigung mit der sozialen Dimension des Menschen wider.